# Primula pseudoglabra
Primula pseudoglabra là một loài thực vật có hoa trong họ Anh thảo. Loài này được Hand.-Mazz. miêu tả khoa học đầu tiên năm 1926.